# Henning Frederik Feilberg

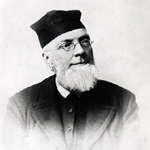
Henning Frederik Feilberg.

Henning Frederik Feilberg, född den 6 augusti 1831 i Hilleröd, död den 8 oktober 1921 i Askov, var en dansk folklorist, bror till Peter Berendt Feilberg. 
Feilberg blev 1849 student och 1855 teologie kandidat, sedermera kaplan hos språkforskaren, prästen Eiler Henning Hagerup på Angeln, fick 1859 egen prästerlig befattning i Slesvig, men avsattes 1864 av de tyska myndigheterna. Åren 1868–1891 var han kyrkoherde i trakten av Ribe och ägnade sig därefter uteslutande åt sina vetenskapliga arbeten. År 1894 blev han hedersdoktor vid universitetet. Redan 1863 gjorde han sig känd genom en skildring av folklivet i mellersta Slesvig, Fra Heden, och 1889 utgav han Dansk Bondeliv, navnlig i Vestjylland. Ett senare stort verk är Jul i två band 1904–1905. 
År 1886 började han utge sitt huvudarbete, Bidrag til en Ordbog over jyske Almuesmaal (1893–1914), ett omfattande språkvetenskapligt verk, som tillika ger en mängd upplysningar om allmogens liv och tänkesätt. I flera uppsatser (i "Dania", "Aarbog for dansk Kulturhistorie", "Zeitschrift des Vereins für Volkskunde" med flera) lämnade Feilberg värdefulla bidrag till belysning av vidskepelse, sagohistoria och dylikt. Feilberg var en bland de främsta kännarna av allt, som hör till den nordiska folkloristiken. Han blev ledamot av Vetenskaps- och vitterhetssamhället i Göteborg 1908.